# 嘉陵乡
嘉陵乡，是中华人民共和国四川省广安市岳池县曾经下辖的一个乡。2019年12月，撤销嘉陵乡，将其所属行政区域划归坪滩镇管辖。

## 行政区划
嘉陵乡撤销前下辖以下地区：
石盘社区、石盘堰村、万家沟村、了解庵村、白沙坨村、福兴寺村、东岩寺村、三星庙村和白羊盖村。